# Heinz Otto Burger
Heinz Otto Burger (auch Heinz-Otto Burger; geboren am 25. August 1903 in Stuttgart; gestorben am 29. Dezember 1994 in Heidenheim an der Brenz) war ein deutscher Germanist und Hochschullehrer. In der Zeit des Nationalsozialismus war er Mitglied der SA und der NSDAP und öffentlicher Verfechter der nationalsozialistischen Rassenlehre in der Germanistik. Seine akademische Karriere setzte er in der Bundesrepublik fort.

## Leben
Heinz Otto Burger war Sohn des Oberbaurats Max Burger und seiner Frau Eugenie Burger, geborene Lilienfein. Nach dem Abitur 1921 studierte er an der Eberhard Karls Universität Tübingen, in München und Berlin Deutsch, Geschichte und Englisch.
Burger war Mitglied der nichtschlagenden Akademischen Verbindung Igel Tübingen. 1928 wurde er bei dem Germanisten Hermann Schneider in Tübingen mit der Arbeit Schwäbische Romantik. Studie zur Charakteristik des Uhlandkreises promoviert.
Von Frühjahr bis Herbst 1929 hielt Burger sich, unterstützt durch ein Stipendium der „Gesellschaft der Freunde der Universität Tübingen“, in Berlin auf, „um Vorarbeiten zu einer Moscherosch-Ausgabe zu machen.“ Gemeint war womöglich der Staatsmann, Schriftsteller, Satiriker und Pädagoge Johann Michael Moscherosch (1601–1669). Von 1929 bis 1931 war Burger als Lektor für deutsche Sprache an der Universität Bologna tätig.
Nach der Machtergreifung der Nationalsozialisten im Jahr 1933 trat Burger der SA bei. 1934 veröffentlichte er Die rassischen Kräfte im deutschen Schrifttum. Ab dem Sommersemester 1935 führte ihn das Personal- und Vorlesungsverzeichnis der Universität Tübingen als Assistenten am dortigen Deutschen Seminar. An der Lehre beteiligte er sich ab dem Wintersemester 1935/36. Im Wintersemester 1936/37 bot er unter anderem ein Seminar mit dem Thema Versuch einer rassekundlichen Betrachtung der deutschen Dichtung an. 1935 wurde Burger zum Privatdozenten für Deutsche Philologie ernannt. Seit 1936 war er zugleich Lehrer an der Reichs-Sanitätsschule der SA in Tübingen. 1937 wurde er – zunächst kommissarisch – als Nachfolger Heinz Kindermanns an die Technische Hochschule Danzig berufen, wo er 1939 zum planmäßigen außerordentlichen Professor ernannt wurde. Am 21. November 1938 hatte er die Aufnahme in die NSDAP beantragt und wurde zum 1. Dezember 1939 aufgenommen (Mitgliedsnummer 7.277.534). Auch in Danzig hielt Burger Vorlesungen unter anderem über Themen wie Deutsche Literaturgeschichte unter rassekundlichem Gesichtspunkt oder Lebensideale in der deutschen Dichtung der Gegenwart. Er schrieb vom „germanischen Jüngling“, der sich „jauchzend in die Schwerter der Feinde“ stürzte, „weil er, da er im freien Überschwang sich dem Tode gab, das höchste Gefühl des Lebens hatte, das Herrsein selbst noch über den Tod“.
Vom 5. bis zum 7. Juli 1940 fand in Weimar die Germanistentagung Kriegseinsatz der Germanistik unter Beteiligung vieler prominenter Germanisten statt. Im Anschluss daran erschien 1941 das fünfbändige Werk Von deutscher Art in Sprache und Dichtung, an der auch Paul Böckmann, Gerhard Fricke, Paul Kluckhohn, Franz Koch, Fritz Martini, Julius Petersen, Robert Petsch und Benno von Wiese.
Im Jahr 1942 fiel Heinz Otto Burgers jüngerer Bruder, der im Jahr 1905 geborene Pfarrer Ewald Burger, der Divisionspfarrer bei der 113. Infanterie-Division der 6. Armee gewesen war.
Burger wurde 1942 oder 1943 zum Kriegsdienst in der Wehrmacht eingezogen. Im März 1944 durch das Oberkommando des Heeres vorübergehend vom Militärdienst beurlaubt, um ihm die Teilnahme an einer geplanten Neuausgabe von Friedrich Schillers Werken zu ermöglichen.
Nach Ende des Zweiten Weltkriegs schrieb Burger im Juni 1945 aus einem unter französischer Aufsicht stehenden Gefangenenlager in Frankreich eine Nachricht an den Dekan der Philosophischen Fakultät in Erlangen. Ab dem Sommersemester 1948 lehrte Burger als planmäßiger außerordentlicher Professor in Erlangen, seit dem Wintersemester 1948/49 als ordentlicher Professor. 1955 wurde er dort Dekan und 1959 Rektor. An der Universität war seit dem 1. Juni 1947 Hans Ernst Schneider unter dem falschen Namen Hans Schwerte wissenschaftliche Hilfskraft. 1949 wurde er Burgers wissenschaftlicher Assistent.
Im Jahr 1961 oder 1962 wurde Burger an die Universität Frankfurt berufen. Ende Juli 1963 wählte ihn das dortige Universitätskonzil für das Amtsjahr 1963/64 zum Rektor. Nachdem der Historiker Dick Trexler an Äußerungen Burgers aus der Zeit des Nationalsozialismus erinnert hatte, verlor er die Unterstützung des Senats der Universität. Burger bat den hessischen Kultusminister, ihn von seinem Rektoratsamt zu entbinden.
Heinz Otto Burger wirkte ab 1961 an einem geplanten Goethe-Handbuch mit, das von dem Königsberger Germanisten Alfred Zastrau im Metzler-Verlag herausgegeben werden sollte, dessen Produktion jedoch schon beim Buchstaben F beendet werden musste, weil die vom Metzler-Verlag für das Buchprojekt bereitgestellten Finanzmittel erschöpft waren. Burger war auch weiterhin publizistisch tätig; so veröffentlichte er 1963 etwa Studien zur deutschen Literaturgeschichte (Dasein heißt eine Rolle spielen) und 1968 zur Trivialliteratur und gab 1975 eine kritische Ausgabe sämtlicher Werke von Hugo von Hofmannsthal heraus.
Von 1972 bis 1977 war Heinz Otto Burger unter den Hauptherausgebern der Germanisch-Romanischen Monatsschrift.
Burger war verheiratet mit der verwitweten Frau seines 1942 gefallenen Bruders Ewald Burger, also seiner vormaligen Schwägerin Ruth Burger, verwitwete Burger, geborene Mayer-List (1911–1991), und wurde durch diese Heirat Stiefvater seines Neffen, des Theologen und Bibliothekars Christoph Burger.
Heinz Otto Burger starb am 29. Dezember 1994 im Alter von 91 Jahren in Heidenheim an der Brenz.

## Veröffentlichungen (Auswahl)
- Schwäbische Romantik. Studie zur Charakteristik des Uhlandkreises. W. Kohlhammer, Stuttgart 1928 (Zugleich Dissertation).
- Schwabentum in der Geistesgeschichte. Versuch über die weltanschauliche Einheit einer Stammesliteratur. Cotta, Stuttgart 1933.
- Die rassischen Kräfte im deutschen Schrifttum. 1934.
- Die Kunstauffassung der frühen Meistersinger. Junker und Dünnhaupt, Berlin 1936.
- Von Wesen und Ursprung der neueren deutschen Lyrik. Kohlhammer, Stuttgart 1936.
- Die deutsche Sendung im Bekenntnis der Dichter. In: Von deutscher Art in Sprache und Dichtung. 5  Bände. Stuttgart 1941, Band 5, S. 305–340.
- als Hrsg.: Gedicht und Gedanke. Auslesungen deutscher Gedichte. Niemeyer, Halle 1942.
- Abendländisches Bildungsideal. Deutsche Verlags-Anstalt, Stuttgart 1948.
- Die Gedankenwelt der großen Schwaben. Von der Klosterkultur am Bodensee bis Hegel. Wunderlich, Tübingen/Stuttgart 1951; weitere Ausgabe bei Steinkopf, Stuttgart 1978.
- als Hrsg. und Co-Autor: Annalen der deutschen Literatur. Geschichte der deutschen Literatur von den Anfängen bis zur Gegenwart. Eine Gemeinschaftsarbeit zahlreicher Fachgelehrter. Metzler, Stuttgart 1952.
- Der Realismus des 19. Jahrhunderts. 1832–1889. In: Annalen der deutschen Literatur. Stuttgart 1952.
- Die Geschichte der unvergnügten Seele. Ein Entwurf. Universitätsbund, Erlangen 1961.
- Evokation und Montage: drei Beiträge zum Verständnis moderner deutscher Lyrik. Sachse und Pohl, Göttingen 1961; 2. Auflage ebenda 1967.
- als Co-Autor: Goethe-Handbuch. Metzler, ab 1961 (abgebrochen).
- Dasein heißt eine Rolle spielen. Studien zur deutschen Literaturgeschichte. Hanser, München 1963.
- als Hrsg.: Geistliche Sonette, Lieder und Gedichte. Catharina Regina von Greiffenberg. Darmstadt 1967.
- als Co-Autor: Festschrift Gottfried Weber: zu seinem 70. Geburtstag überreicht von Frankfurter Kollegen und Schülern. Gehlen, Bad Homburg v. d. H. 1967.
- Literatur und Geistesgeschichte. E. Schmidt, Berlin 1968.
- Renaissance, Humanismus, Reformation. Deutsche Literatur im europäischen Kontext (= Frankfurter Beiträge zur Germanistik. Band 7). Gehlen, Bad Homburg v. d. H. / Zürich 1969.
- Studien zur Trivialliteratur. Klostermann, Frankfurt am Main 1968; 2. Auflage ebenda 1976.
- als Hrsg.: Begriffsbestimmung der Klassik und des Klassischen. Wissenschaftliche Buchgesellschaft, Darmstadt 1972.
- als Hrsg.: Hugo von Hofmannsthal, Sämtliche Werke. Kritische Ausgabe. S. Fischer Verlag, Frankfurt am Main 1975.
- Frankfurter Beiträge zur Germanistik. Gehlen, Bad Homburg v. d. H.